# Zink (Musik)

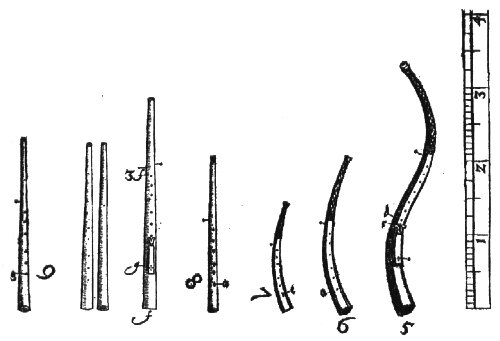
Zink (Syntagma musicum, Bd. 2, 1619)

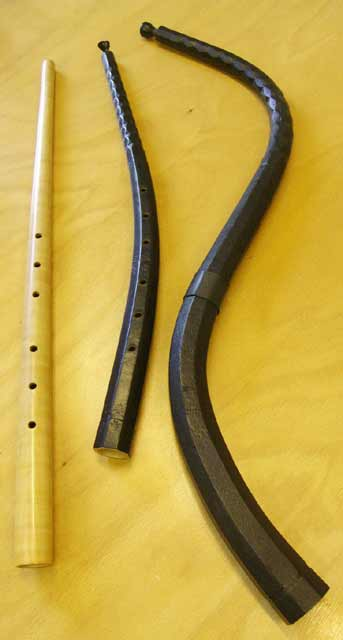
Stiller Zink in Alt-Lage (mit eingefrästem Mundstück), krummer Zink, Tenorzink

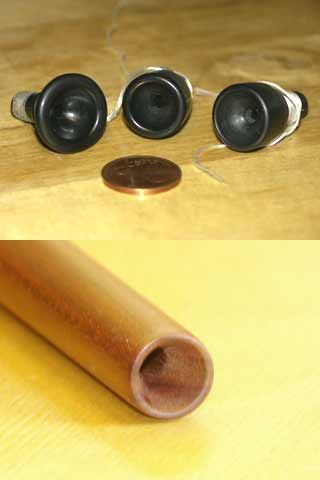
Drei Mundstücke für den krummen Zinken (mit 5-Cent-Münze) und das eingefräste Mundstück des stillen Zinken

Der Zink (von mittelhochdeutsch zinke: „Zacke, Spitze, Zahn“; italienisch cornetto, englisch cornett) ist ein historisches Blechblasinstrument, das seine Blütezeit im frühen 17. Jahrhundert hatte. Das chromatische Grifflochhorn wurde meist aus Holz, selten auch aus Elfenbein gefertigt. Mit dem Ventil-Kornett aus dem 19. Jahrhundert ist der Zink nicht direkt verwandt. In Anlehnung an das Originalinstrument existiert auch das gleichnamige Orgelregister.

## Spielweise
Der Zink ist ein Blechblasinstrument – das heißt, die Lippen des Spielers schwingen mit der gewünschten Frequenz im Mundstück und regen durch Resonanz die Luftsäule im Instrumentenkorpus zum Mitschwingen an – dazu hat der Spieler die Luftsäule durch Schließen der Grifflöcher auf die passende Länge begrenzt.
Das Mundstück  – in der Regel aus Holz, Horn, Messing oder Elfenbein – wird auf den Lippen mittig oder seitlich angesetzt. Die Ansatztechnik des Zinken unterscheidet sich von der der Trompete vor allem wegen des verhältnismäßig kleinen Mundstücks. Da die Luftsäule bei einem Grifflochhorn nur sehr unscharf begrenzt ist, kann der Bläser die Tonhöhe durch Lippenspannung und Anblasdruck mehr beeinflussen als bei anderen Blechblasinstrumenten – man sagt, der Zink „hat einen großen Ziehbereich“. Dies macht eine präzise Intonation schwierig, lässt seinen Klang aber an die menschliche Stimme erinnern.
Der Zink war vom 15. bis zur Mitte des 17. Jahrhunderts eines der beliebtesten Instrumente; sein Klang wurde mit dem der menschlichen Stimme verglichen. Der Tonumfang liegt bei etwas über zwei Oktaven. Die gängige Literatur reicht von a bis d’’’. Das Instrument gilt als sehr schwierig zu erlernen und übeintensiv, da Intonation und Ansatz viele Jahre trainiert werden müssen und außerdem nur relativ wenige qualifizierte Lehrkräfte zur Verfügung stehen.

## Bauform
Dem Zink liegt ein konisches Rohr mit sieben Grifflöchern zugrunde. Unterschieden werden:
- krummer Zink (Cornetto curvo), leicht gekrümmt, sechs- bis achtkantig gefertigt aus zwei ausgehöhlten, zusammengeleimten und anschließend mit Pergament oder Leder überzogenen Hälften, hauptsächlich in folgenden Größen:
  - in normaler Sopranlage (Cornetto, Chorzink) – tiefster Ton a, gegriffen in G;
  - der kleinere und eine Quint und später eine Quart höher klingende Diskantzink oder Quartzink (Cornettino);
  - die eine Quint tiefer klingenden Tenorzinken, länger und meist s-förmig gekrümmt;
- der schlangenförmige Serpent als Bassform der Instrumentenfamilie.
- gerader Zink (Cornetto diritto), seltener vorkommend;
- stiller Zink (Cornetto muto), bei ebenfalls gerader Form aus einem Stück Holz mit eingefrästem, nicht abnehmbarem Mundstück gearbeitet. Der Ton des stillen Zinken ist weicher und leiser als bei den anderen Varianten; außerdem wird der stille Zink oft als Altinstrument gebaut, also um einen Ton tiefer gestimmt.

## Herkunft und Verbreitung
Vorläufer des Zinken war das Grifflochhorn. Zinken sind seit dem Spätmittelalter bezeugt. Eingesetzt wurde das Instrument seit der Renaissance zunächst von Stadtpfeifern als Oberstimme zum Posaunen-Ensemble (Trompeten waren dem Adel vorbehalten und auf die Naturtonreihe beschränkt), bevor es, von Italien ausgehend, im späten 16. Jahrhundert zu einem virtuosen Soloinstrument wurde. Zu den berühmtesten Solisten gehörte Giovanni Bassano. Claudio Monteverdi, aber auch Heinrich Schütz in seiner früheren Zeit komponierten  häufig für den Zinken.
Mit dem Aufkommen der Violine im 17. Jahrhundert verlor der Zink allmählich seine Bedeutung als Soloinstrument. Am längsten hielt er sich in Nordeuropa, wo die letzten Originalkompositionen für das Instrument aus der zweiten Hälfte des 18. Jahrhunderts datieren. So wurde bei der Aufführung der Oper Orfeo ed Euridice von Christoph Willibald Gluck 1762 der Zink verwendet. Georg Friedrich Wolf berichtet 1806 vom Zinken als Diskantverstärkung der Posaunen. Der Serpent war noch bis 1800 das einzige brauchbare Bassinstrument in der Freiluftmusik und hielt sich in der Militär- und Kirchenmusik bis ins spätere 19. Jahrhundert. Er gelangte als Orchesterinstrument auch in einzelne Partituren der Romantik. Der Lübecker Ratsmusiker Joachim Christoph Mandischer (1774–1860) gilt als „der letzte Zinkenist“, der die jahrhundertealten Traditionen des Turmblasens und des Zinkenspiels noch bis in die 1850er Jahre aufrechterhielt.
Nachdem Otto Steinkopf und Christopher Monks sich dem Bau des historischen Instruments gewidmet hatten, erfuhr der Zink seit den späten 1970er Jahren eine intensive Wiederbelebung im Zuge der Neuentdeckung der Alten Musik (vgl. Historische Aufführungspraxis). Heute gibt es wieder Zinkenisten und Instrumentenbauer, die denen aus der Blütezeit des Zinken ebenbürtig sind. Für Anfänger werden heute auch Zinken aus Kunststoffen hergestellt.

## Zinkenisten (Auswahl)
- Hans-Jakob Bollinger

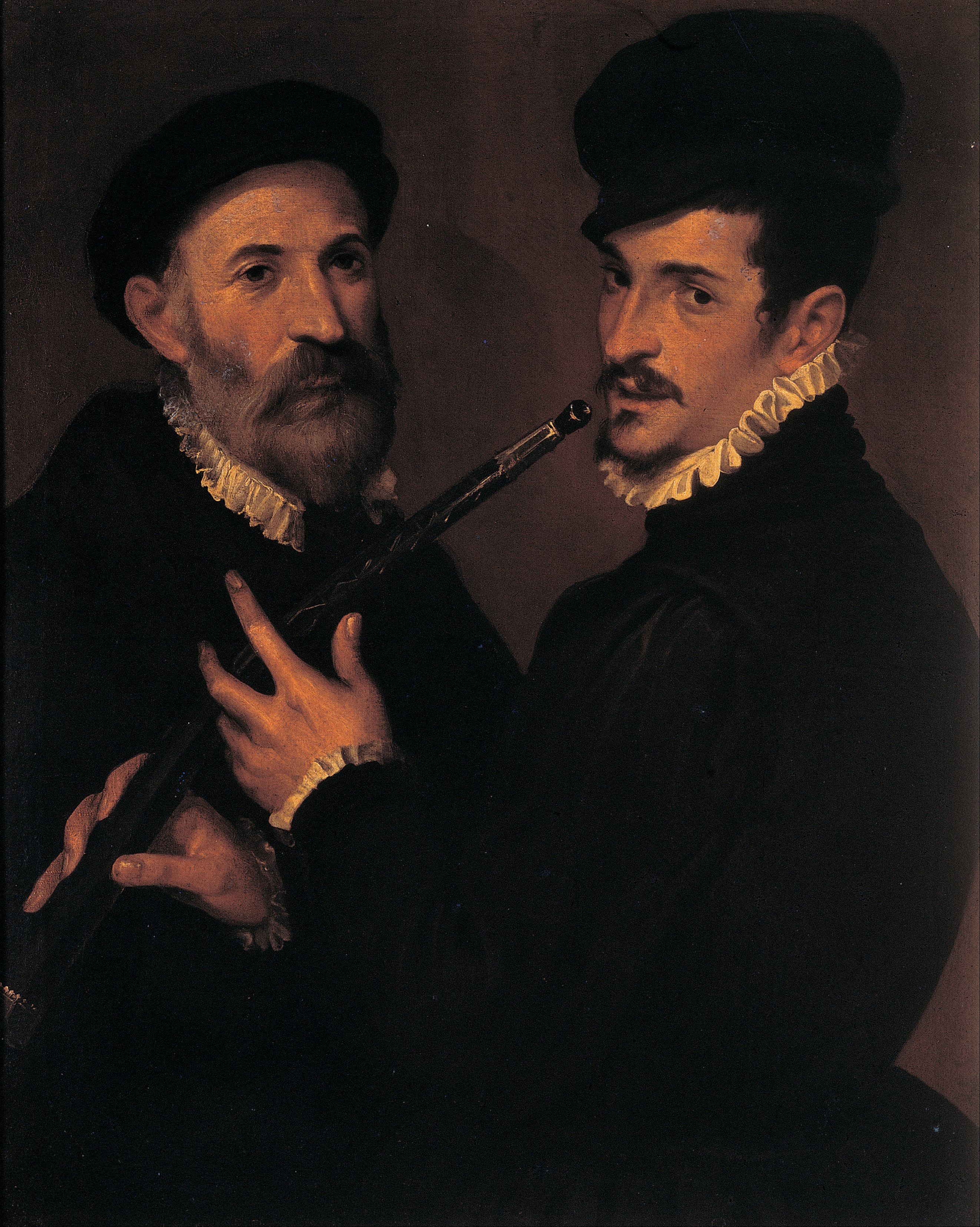
Bartolomeo Passarotti: Doppelportrait mit einem Zinkenisten, ca. 1570–1580. Rom, Musei Capitolini

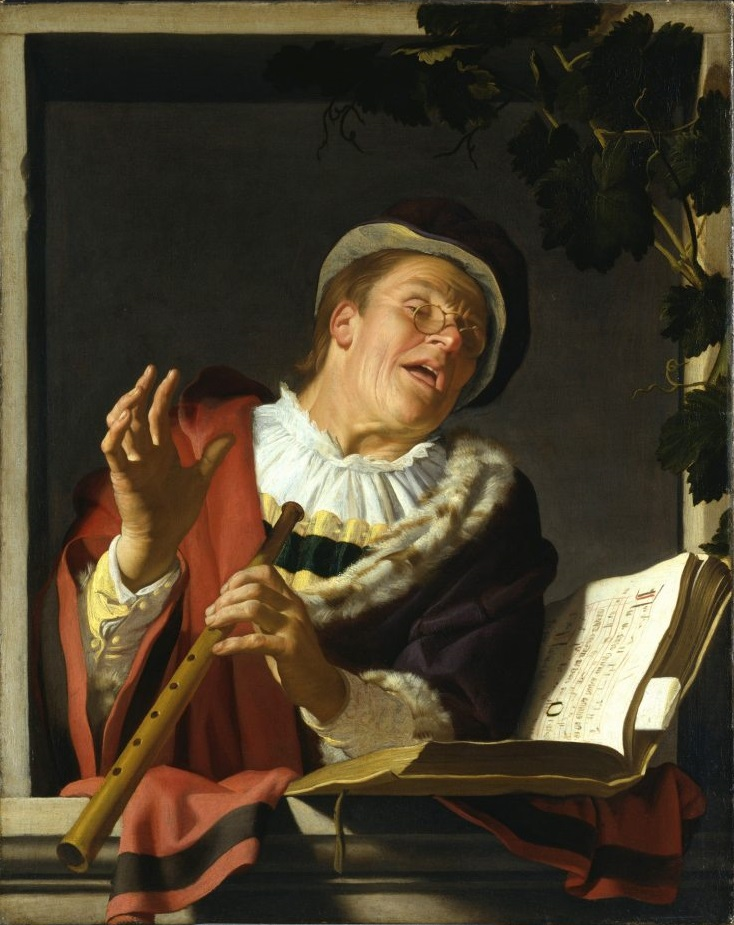
Gerard van Honthorst, Singender Zinkspieler (1623)

- Antonio Bontempi, um 1565 Musiker am Berliner Hof, 1566 am Prager Hof angestellt
- Jean-Pierre Canihac
- Gebhard David, Lehrer an der Hochschule für Künste Bremen
- Bruce Dickey, Lehrer an der Schola Cantorum Basiliensis
- William Dongois, Lehrer am Centre de Musique Ancienne de Genève
- Holger Eichhorn
- Thomas Friedlaender
- Gustavo Gargiulo
- Ian Harrison
- Fritz Heller
- Paul Hindemith (in den Berliner „Historischen Konzerten“ unter Georg Schünemann)
- Lene Langballe
- Matthijs Lunenburg
- Emmanuel Mure
- Friederike Otto[5]
- Arno Paduch, Lehrer an der Musikhochschule Leipzig
- Núria Sanromà Gabàs
- Anna Schall
- Doron David Sherwin
- Frithjof Smith, Lehrer an der Schola Cantorum Basiliensis
- Don Smithers
- Edward H. Tarr
- Jean Tubéry, Lehrer am Conservatoire National Supérieur de Musique et de Danse de Lyon
- Inga Vollmer
- Jeremy West
- Roland Wilson
- Alma Mayer[6]
- Étienne Asselin